# Imerezia
L'Imerezia (in georgiano იმერეთის მხარე?, Imereti Mxare, "provincia dell'Imerezia") è una regione (mkhare) della Georgia situata lungo il corso centrale e superiore del fiume Rioni.

## Geografia antropica

### Suddivisioni amministrative
È suddivisa nelle seguenti unità amministrativo-territoriali georgiane:
1. Kutaisi (città)
2. Municipalità di Bagdati, capoluogo Bagdati
3. Municipalità di Ch'iatura, capoluogo Ch'iatura
4. Municipalità di Kharagauli, capoluogo Kharagauli
5. Municipalità di Khoni, capoluogo Khoni
6. Municipalità di Samtredia, capoluogo Samtredia
7. Municipalità di Sachkhere, capoluogo Samtredia
8. Municipalità di Terjola, capoluogo Terjola
9. Municipalità di Tkibuli, capoluogo Tkibuli
10. Municipalità di Tskhaltubo, capoluogo Tskhaltubo
11. Municipalità di Vani, capoluogo Vani
12. Municipalità di Zestaponi, capoluogo Zestaponi

## Descrizione

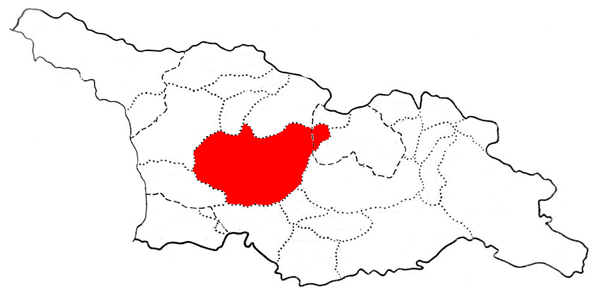
Mappa della regione storica dell'Imereti, più ampia rispetto a quella attuale

La città principale della regione è Kutaisi; altri centri industriali urbani includono Samtredia, Ch'iatura (centro di produzione del manganese), Tkibuli (centro carboniero), Zestaponi (conosciuto per produzione dei metalli), Khoni e Sachkhere. Tradizionalmente, l'Imerezia è una regione agricola, conosciuta per coltivazione dei gelsi e dell'uva.

## Storia
Dalla tarda antichità fino al Medioevo, sul territorio dell'Imerezia si sviluppò l'antico regno georgiano occidentale di Egrisi (o Lazica). Il cristianesimo divenne religione ufficiale di Egrisi con un editto reale del 523.
Dal 975 al 1466 l'Imerezia fece parte del regno georgiano unito. Alla sua dissoluzione nel XV secolo, Imereti fu un regno indipendente denominato Regno d'Imerezia. Durante il XVII e XVIII secolo il Regno d'Imerezia subì frequenti invasioni dai turchi e riconosciute e si assoggettò all'Impero ottomano fino al 1810, quando fu occupato ed annesso all'Impero russo. L'ultimo re di Imereti fu Salomone II (1789-1810).
Nel periodo 1918-1921, fece parte della Repubblica Federale Democratica Transcaucasica prima e della Repubblica Democratica di Georgia poi. Nell'URSS, la regione fece parte dal 1921 al 1991 dell'RSS Georgiana (a sua volta parte dell'RSFS Transcaucasica come repubblica autonoma dal 1922 al 1936). Dall'indipendenza georgiana nel 1991, Imereti è una regione della Georgia con Kutaisi come capoluogo regionale.